# Argiope ocyaloides
Argiope ocyaloides es una especie de araña araneomorfa género Argiope, familia Araneidae. Fue descrita científicamente por L. Koch en 1871.
Habita en Australia (Queensland). Se puede encontrar en las grietas de la corteza de color oscuro en eucaliptos, acacias o árboles similares. Es más pequeño que la mayoría de las otras especies de Argiope y es de color marrón oscuro a negro. El abdomen de Argiope ocyaloides es largo y puntiagudo, mientras que la especie similar Argiope mascordi tiene un abdomen más corto con una punta redondeada.